# G 17 +
G 17 + är ett politiskt parti i Serbien, tillhörande det Europeiska folkpartiet.
G 17 + bildades 1997 som en lobbygrupp för ekonomiska reformer. Den 16 december 2002 omvandlades G 17 + till ett politiskt parti, under ledning av politikern Miroljub Labus.

## Valresultat
I parlamentsvalet 2003 ingick man valalliansen G 17 Plus - Miroljub Labus, tillsammans med det socialdemokratiska partiet. Alliansen erövrade 34 mandat. 31 av dessa tillföll G 17 +.
2007 fick G 17 +  6,82 procent (275 041 röster) och 19 mandat i nationalförsamlingen.
I nyvalet den 11 maj 2008 deltog G 17 + i den framgångsrika valalliansen För ett europeiskt Serbien.